# Ersholmen, Östhammars kommun

Ersholmen är en ö i Börstils socken i Östhammars kommun, nära fastlandet söder om Gräsö och väster om Sladdarön och Alnön. Ersholmen är sedan 1800-talet sammanväxt med grannön Tögen. Tillsammans har öarna en yta på 1,95 kvadratkilometer.
Ersholmen lades 1559 som betesskär under Örby gård. Från 1577 fram till 2012 har gården på Ersholmen ägts av samma släkt. Under början av 1900-talet uppfördes även ett antal fritidshus på ön. Tögen är förbunden med Ersholmen via en gammal stenbro men det går numera att passera torrskodd mellan öarna även utan bron. På Tögen fanns tidigare en skola som lades ned på 1930-talet. Den sista fastboende på Tögen lämnade ön på 1940-talet, numera finns ett antal fritidshus här.